# V Březinách
V Březinách (388 m n. m.) je vrch v okrese Louny Ústeckého kraje. Leží asi 1 km západně od obce Nová Ves na jejím katastrálním území. Je to nejvyšší bod Smolnické stupňoviny.
Západním a jižním okolím vrcholu prochází červená turistická značka.

## Geomorfologické zařazení
Geomorfologicky vrch náleží do celku Dolnooharská tabule, podcelku Hazmburská tabule, okrsku Smolnická stupňovina a podokrsku Hřivčická stupňovina.